# Skiffia
Skiffia és un gènere de peixos pertanyent a la família dels goodèids.

## Hàbitat
En general, tenen una tolerància limitada a la degradació del seu hàbitat i, per tant, són susceptibles a les pertorbacions antropogèniques. L'única excepció és Skiffia bilineata, el qual és més tolerant als canvis d'eutrofització, la terbolesa de l'aigua i els canvis estacionals de l'ecosistema on viu.

## Distribució geogràfica
Es troba a Mèxic: Skiffia lermae i Skiffia bilineata són les espècies amb una distribució geogràfica més extensa car es troben als estats de Michoacán, Jalisco i Guanajuato, mentre que Skiffia multipunctata només es troba a Michoacán i Skiffia francesae és extinta en estat salvatge.

## Estat de conservació
Totes quatre espècies afronten amenaces pel que fa a llur supervivència i han patit extincions locals en més del 50% de les seues distribucions geogràfiques originals, tot i que tan sols Skiffia francesae apareix a la Llista Vermella de la UICN com a extinta en estat salvatge. Poblacions de Skiffia francesae són mantingudes en captivitat per afeccionats a l'aquariofília, instituts d'investigació i zoològics, i hom creu que descendeixen totes elles d'exemplars recollits pel Dr. R. Miller l'any 1976.

## Taxonomia
- Skiffia bilineata (Bean, 1887)[7]
- Skiffia francesae (Kingston, 1978)[8]
- Skiffia lermae (Meek, 1902)[9]
- Skiffia multipunctata (Pellegrin, 1901)[10][11][12][13][14][15][16]